# 84 Водолея
84 Водолея (лат. 84 Aquarii, HD 218081) — тройная звезда в созвездии Водолея на расстоянии приблизительно 1006 световых лет (около 308 парсеков) от Солнца. Видимая звёздная величина звезды — +7,08m.

## Характеристики
Первый компонент — жёлтый или оранжевый гигант спектрального класса K0III или G8III. Радиус — около 32,95 солнечных. Эффективная температура — около 4500 К.